# Zygophyllum macrophyllum
Zygophyllum macrophyllum là một loài thực vật có hoa trong họ Zygophyllaceae. Loài này được Regel & Schmalh. miêu tả khoa học đầu tiên.